# مارسین نوواکی
مارسین نوواکی (انگلیسی: Marcin Nowacki؛ زادهٔ ۱۲ فوریهٔ ۱۹۸۱) بازیکن فوتبال اهل لهستان است.
از باشگاه‌هایی که در آن بازی کرده‌است می‌توان به باشگاه فوتبال روخ خوژوف اشاره کرد.
وی همچنین در تیم ملی فوتبال لهستان بازی کرده‌است.